# Polyrhachis latharis
Polyrhachis latharis är en myrart som beskrevs av Bolton 1973. Polyrhachis latharis ingår i släktet Polyrhachis och familjen myror. Inga underarter finns listade i Catalogue of Life.